# Point-of-care-testning
Point-of-care testning ('POCT', patientnær testning, 'bedside testing') er en medicinsk diagnostisk test på eller i nærheden af patienten, på plejepunktet − det vil sige tid og sted for behandlingen, patientplejen.
Det er i modsætning til det historiske mønster, hvor testning helt eller oftest var begrænset til et medicinsk laboratorium, hvilket indebar at prøver måtte sendes afsted, og man måtte vente timer eller dage på resultaterne og derfor i mellemtiden fortsætte pleje og behandling uden den ønskede information.

## Billeder
| - Test for leddegigt − Indikatorpapir − Blodgasanalyseapparet - Test for leddegigt, (reumatoid artritis): Rheumafaktor og anti-MCV - Indikatorpapir, lakmustest - Apparat til blodgasanalyse |